# Sonotrella bicolor
Sonotrella bicolor är en insektsart som först beskrevs av Sigfrid Ingrisch 1997.  Sonotrella bicolor ingår i släktet Sonotrella och familjen syrsor. Inga underarter finns listade i Catalogue of Life.